# Matěj Hlavatý
Matěj Hlavatý (* 6. června 1994 Jičín) je český politik a logistik, od roku 2024 zastupitel Královéhradeckého kraje, od roku 2014 starosta obce Tetín v okrese Jičín, člen hnutí STAN.

## Život
Od února 2019 pracoval ve společnosti Vitesco Technologies v Trutnově v oblasti řízení dodavatelského řetězce. Firma se zabývá výrobou komponentů pro automobilový průmysl. Od února 2022 je asistentem poslanců Lucie Potůčkové a Josefa Cogana z Královéhradeckého kraje.
Věnuje se také destinační společnosti Podkrkonoší, kde působí jako člen správní rady. Zároveň je členem komise Královéhradeckého kraje pro IT a e-government.
Matěj Hlavatý žije v obci Tetín v okrese Jičín. Otevřeně se hlásí ke své homosexuální orientaci. Ke coming outu se odhodlal v 16 letech. V srpnu 2023 uvedl, že podporuje manželství pro všechny a chtěl by si po osmi letech vztahu vzít svého přítele.

## Politické působení
V komunálních volbách v roce 2014 byl zvolen jako člen Svobodných z pozice lídra kandidátky uskupení „Tetín - Vidoň“ zastupitelem obce Tetín. Následně se v listopadu 2014 stal starostou obce. V průběhu volebního období 2014 až 2018 se stal členem hnutí STAN a ve volbách v roce 2018 obhájil jako lídr kandidátky hnutí STAN post zastupitele obce. Na začátku listopadu 2018 byl po druhé zvolen starostou obce. Také ve volbách v roce 2022 byl za STAN zvolen zastupitelem obce a v říjnu 2022 již po třetí starostou obce.
Ve volbách do Poslanecké sněmovny PČR v roce 2021 kandidoval za hnutí STAN na kandidátce koalice Piráti a Starostové v Královéhradeckém kraji, ale neuspěl.
Od července 2022 do května 2025 byl členem předsednictva hnutí STAN. V krajských volbách v roce 2024 byl zvolen jako člen hnutí STAN zastupitelem Královéhradeckého kraje, a to na kandidátce uskupení „Čtyřkoalice STAROSTOVÉ, TOP 09, HDK, LES“.
Ve volbách do Poslanecké sněmovny PČR v roce 2025 kandiduje na 3. místě kandidátky hnutí STAN v Královéhradeckém kraji. V květnu 2025 neúspěšně kandidoval do předsednictva hnutí STAN.